# Aitchisoniella himalayensis
Espèce
Statut de conservation UICN

 EN C2a(i) : En danger
Aitchisoniella himalayensis est une espèce de mousses de la famille des Exormothecaceae.

## Publication originale
- New Phytologist 13: 219. 1914.